# Epinephelus chabaudi
Epinephelus chabaudi är en fiskart som först beskrevs av Castelnau, 1861.  Epinephelus chabaudi ingår i släktet Epinephelus och familjen havsabborrfiskar. IUCN kategoriserar arten globalt som otillräckligt studerad. Inga underarter finns listade i Catalogue of Life.